# Orubesa gladiator
Orubesa gladiator är en skalbaggsart som beskrevs av Vladimir Balthasar 1968. Orubesa gladiator ingår i släktet Orubesa och familjen Hybosoridae. Inga underarter finns listade i Catalogue of Life.